# Comarca Metropolitana de Huelva
Die Comarca Metropolitana de Huelva ist eine Comarca in der spanischen Provinz Huelva. Wie alle andalusischen Comarcas wurde sie am 28. März 2003 eingerichtet. Sie umfasst die Provinzhauptstadt Huelva und die 6 angrenzenden Gemeinden.

## Lage
| El Andévalo      | El Andévalo                                 | El Condado |
| Costa Occidental | Kompassrose, die auf Nachbargemeinden zeigt | El Condado |
|                  | (Atlantischer Ozean)                        |            |

## Gemeinden
| Gemeinde                        | Einwohner (2024) | Fläche km² | Dichte Einw./km² | Cod INE | Postleitzahl                       |
| ------------------------------- | ---------------- | ---------- | ---------------- | ------- | ---------------------------------- |
| Aljaraque                       | 22.489           | 33,82      | 665              | 21002   | 21110, 21120, 21122                |
| Gibraleón                       | 13.144           | 328,34     | 40               | 21035   | 21500                              |
| Huelva                          | 143.290          | 151,33     | 947              | 21041   | 21001 – 21007, 21070, 21071, 21080 |
| Moguer                          | 23.551           | 203,45     | 116              | 21050   | 21800                              |
| Palos de la Frontera            | 12.663           | 49,25      | 257              | 21055   | 21810                              |
| Punta Umbría                    | 16.137           | 38,77      | 416              | 21060   | 21100                              |
| San Juan del Puerto             | 9.811            | 45,33      | 216              | 21064   | 21610                              |
| Comarca Metropolitana de Huelva | 241.085          | 850,29     | 284              | –       | –                                  |

## Nachweise
1. ↑  Instituto Nacional de Estadística Municipal Register of Spain
2. ↑  Orden de 14 de marzo de 2003, por la que se aprueba el mapa de comarcas de Andalucía a efectos de la planificación de la oferta turística y deportiva, Boletín Oficial de la Junta de Andalucía (Amtsblatt der Regierung von Andalusien), Nr. 59 vom 27. März 2003, S. 6248